# جانواريو
جانواريو هو لاعب كرة قدم برازيلي في مركز الوسط، ولد في 3 سبتمبر 1979 في لوندرينا في البرازيل. لعب مع نادي استقلال طهران ونادي بيلينينسش ونادي جل فيسنتي ونادي سباهان أصفهان ونادي فولاد خوزستان ونادي فيتوريا.

## وصلات خارجية
- الموقع الرسمي